# Simone Louise des Forest
Simone Louise de Pinet de Borde des Forest, conocida por Simone Louise des Forest o simplemente Simone des Forest (Royan,
Charente Marítimo, 7 de marzo de 1910 - Vichy, Allier, 15 de noviembre de 2004) fue una piloto automovilística francesa.
Fue una de las primeras mujeres que tuvo el carné de conducir en Francia, en 1929, participando después en carreras automovilísticas desde 1930.

## Biografía
Nacida en Royan en 1910, de familia acomodada (su padre era capitán de caballería), pasa la primera parte de su vida en el castillo de Fontorte, en Allier. Obtiene su permiso de conducir en 1929 a la edad de 19 años, convirtiéndose en una de las primeras francesas en tenerlo.
Un año después de tener su permiso, corre su primera prueba deportiva, la carrera de la costa de la Baraque, cerca de Clermont-Ferrand. Inicia a continuación una carrera de piloto profesional, empujando así los prejuicios de la época, participando en numerosas carreras de coches y en rallys hasta 1957, sin tener el menor accidente durante su carrera.
En 1931, participa en la carrera París-Vichy, en la que su madre hace de copiloto. En 1934, compite en el Rally automovilístico de Montecarlo con su amiga Fernande Hustinx al volante de un Peugeot 301. Saliendo de Bucarest en Rumanía, ambas mujeres llegan al Principado de Mónaco después de un viaje de 3772 km y de numerosas peripecias, contadas en un cuaderno de viaje escrito e ilustrado por la misma Simone Louise des Forest, y ganan la Copa de las Mujeres. En 1935, en el mismo Rally Montecarlo, asociada con Odette Siko, logra la segunda categoría al volante de un Triumph.
Nuevamente asociada a Odette Siko en 1937, así como a Hellé Niza y Claire Descollas, efectúa del 19 al 29 de mayo pruebas de velocidad en el autódromo de Montlhéry, patrocinados por los aceites de motor Yacco. Bajo el amparo de Odette Siko, y a pesar del tenso ambiente debido a la hostilidad de Simone des Forest y de Claire Descollas respecto a Hellé Nice, el cuarteto bate 25 récords del mundo, algunos de los cuales se mantienen todavía hoy en día.
Durante la Segunda Guerra Mundial, conduce un camión de la Cruz Roja. Posteriormente, participa en el campeonato de Francia de camiones, clasificándose en 10.º lugar.
Admirada por los más grandes - incluido, parece ser, el mismo Fangio - se dedica posteriormente a la aviación civil. Es también una de las primeras mujeres en abrir una auto-escuela en 1950, donde enseñó durante 25 años.
Se casó con Ernest Bernard en 1973, a la edad de 63 años. Fallece el 15 de noviembre de 2004 a la edad de 94 años. No tuvo hijos.

## Expresión popular «¡En coche Simone!»
Su nombre está asociado a una expresión popular francesa: «¡En coche Simone!», con una versión anterior más larga: «En coche Simone, soy yo quien conduce, eres tú el que tocas el claxon!»,
La versión corta de esta expresión ha sido muy popular por el juego televisado Intervilles, difundido en la ORTF a partir de 1962. Guy Lux y Léon Zitrone, dos presentadores célebres de la época, presentaban el programa, cada uno defendiendo con más o menos buena fe los colores de las dos ciudades que se enfrentaban con diversas pruebas. Una tercera presentadora, Simone Garnier, estaba encargada de arbitrar ambas partes. Guy Lux proporcionó un aumento de popularidad a esta réplica que se le atribuyó como creador aunque realmente fue anterior a él.